# Лопес Фернандес, Альберто
Альбе́рто Ло́пес Ферна́ндес (исп. Alberto López Fernández), более известный под своим именем Альберто (Alberto; род. 20 мая 1969, Ирун, Испания) — испанский футболист.

## Клубная карьера
Лопес играл на позиции вратаря. Защищал цвета таких клубов, как «Реал Сосьедад», «Пасаэс» и «Реал Вальядолид». В составе «Реал Сосьедад» провел более 300 матчей. В первом же сезоне за «Реал Вальядолид» (сезон 2006/07), Лопес был награждён трофеем Рикардо Заморы. В 2009 году Альберто Лопес завершил карьеру футболиста.

## Тренерская карьера
В 2014-м его назначили главным тренером «Алавеса», сменив на посту Хуана Мандию.